# Axhavre
Axhavre (Gaudinia fragilis) är en gräsart som först beskrevs av Carl von Linné, och fick sitt nu gällande namn av Ambroise Marie François Joseph Palisot de Beauvois. Enligt Catalogue of Life ingår Axhavre i släktet axhavren och familjen gräs, men enligt Dyntaxa är tillhörigheten istället släktet axhavren och familjen gräs. Arten förekommer tillfälligt i Sverige, men reproducerar sig inte. Inga underarter finns listade i Catalogue of Life.